# Alopecosa albostriata
Alopecosa albostriata este o specie de păianjeni din genul Alopecosa, familia Lycosidae. A fost descrisă pentru prima dată de Grube, 1861. Conform Catalogue of Life specia Alopecosa albostriata nu are subspecii cunoscute.